# Arie Luyendyk

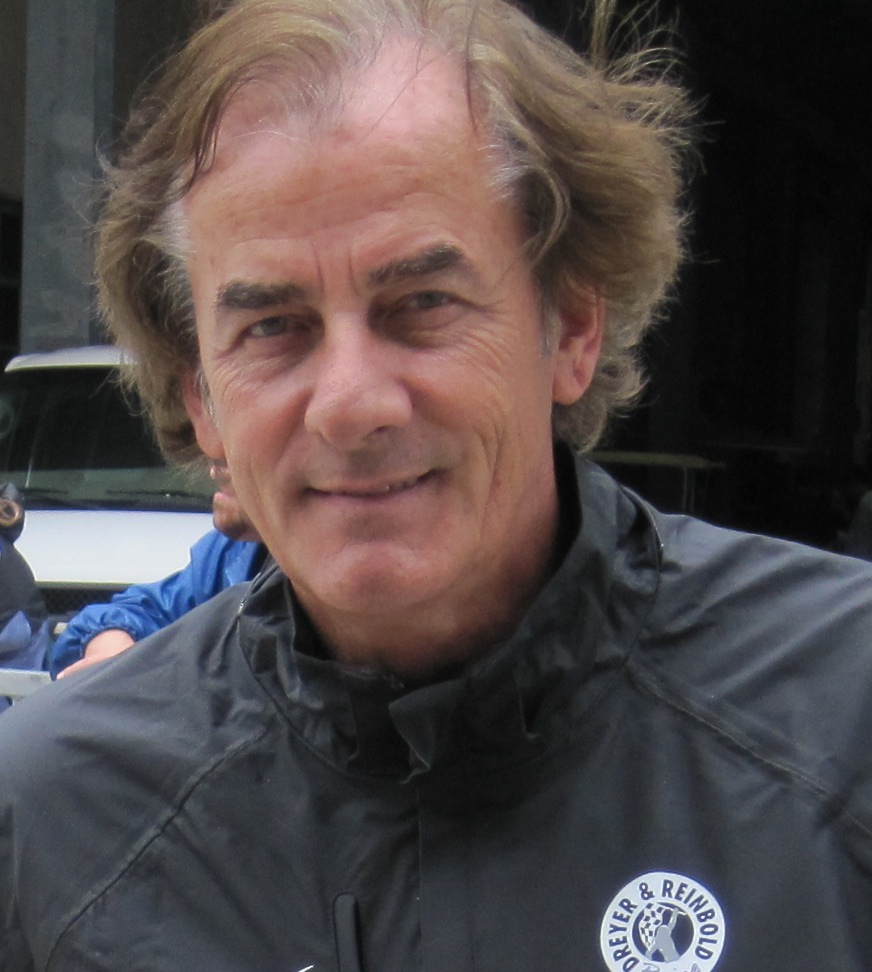
Luyendyk in mei 2010, Indianapolis Motor Speedway.

Arie Luyendyk (Sommelsdijk, 21 september 1953) is een Nederlands autocoureur. Hij werd geboren als Arie Luijendijk, maar veranderde de spelling van zijn achternaam na zijn verhuizing naar de Verenigde Staten.

## Zijn carrière

### Start
Luyendyk begon met autoracen in de jaren '70. Hij werd driemaal Nederlands kampioen in zijn klasse en in 1977 Europees kampioen in de Super Vee. Daarna stapte hij over naar de Formule 3. In 1984 verhuisde hij naar de Verenigde Staten, waar hij onmiddellijk het Super Vee kampioenschap won en Rookie of the year werd. In 1985 maakte hij de overstap naar de IndyCar, waar hij eveneens Rookie of the year werd. Hij maakte ook indruk tijdens de Indianapolis 500, ook daar kreeg hij deze prestigieuze titel toegewezen.

### Het hoogtepunt

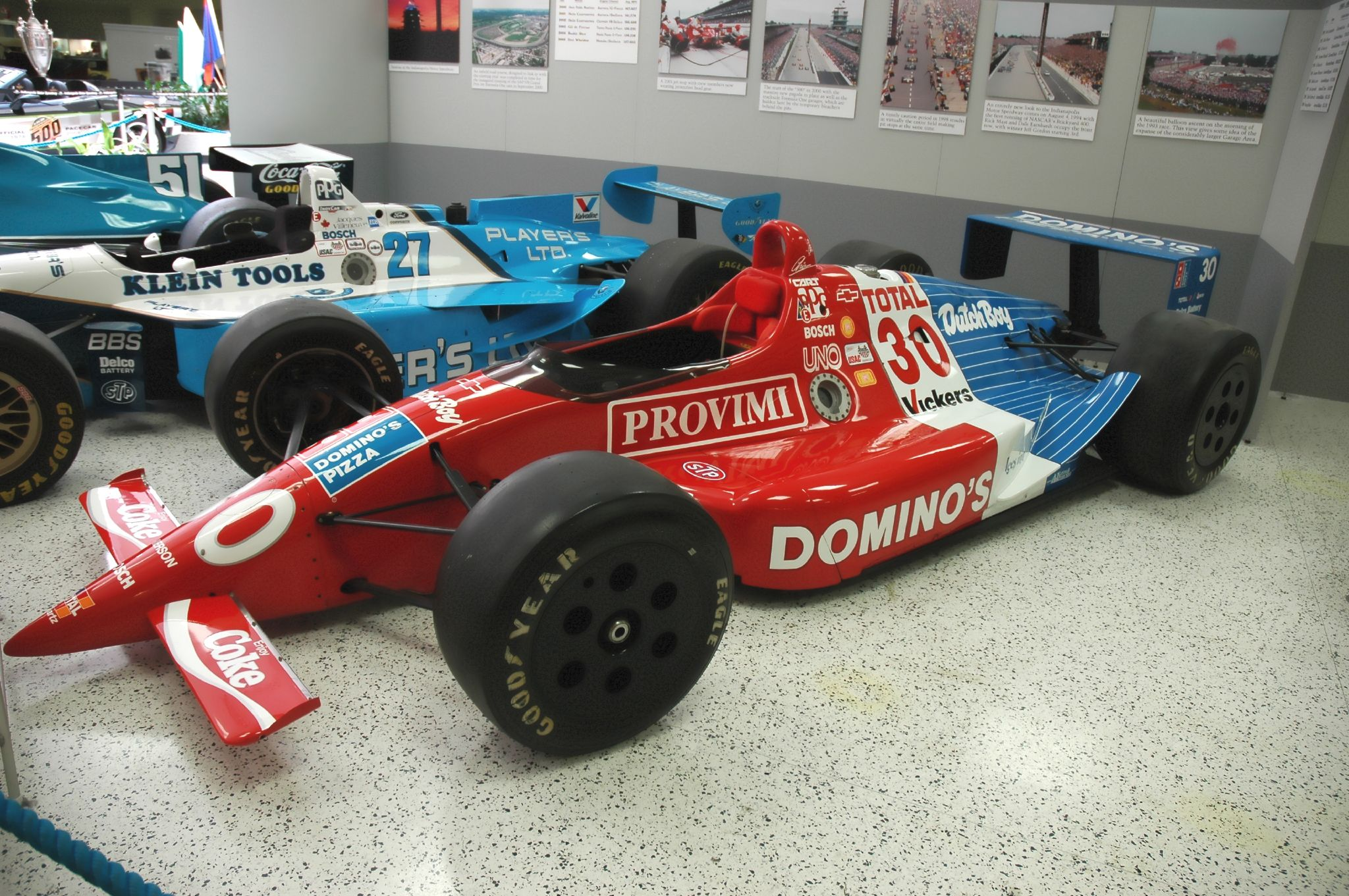
Luijendijks Lola-Chevrolet waarmee hij de Indianapolis 500 in 1990 won, renstal: Doug Shierson Racing.

Luyendyk won tweemaal de belangrijkste Indy Car-race, de Indianapolis 500, in 1990 en 1997. Twee jaar later nam hij afscheid, maar in 2001 en 2002 maakte hij een redelijk succesvolle comeback.
Ook won hij drie keer de prestigieuze pole op Indy (1993, 1997 en 1999) en was hij de snelste qualifier (20e op grid) in 1996 in een nog steeds actuele recordtijd. In de CART series won hij naast Indy 1990 ook nog de Phoenix 200 en Nazareth 200, beide in 1991. In de IRL won hij vier races; Phoenix 200 (1996), Texas 500k (1997), Las Vegas 500k (1998) en natuurlijk de Indy 500 in 1997. Hij was de eerste in deze series die vier wedstrijden op zijn naam schreef. Tevens staat hij met ruim $5.000.000 nog steeds aan de leiding van de "purse list".

### Na zijn carrière
Op de erelijst van Luyendyk prijken ook de 24 uur van Daytona en de 12 uren van Sebring. In 2001 werd een bocht op het Circuit Zandvoort naar hem vernoemd. Zijn zoon, Arie Luyendyk jr., is tegenwoordig ook actief als coureur.

## Resultaten motorsportcarrière

### American Open-Wheel

#### CART resultaten
| Jaar | Team                   | 1       | 2       | 3        | 4        | 5       | 6       | 7       | 8       | 9       | 10      | 11      | 12      | 13      | 14      | 15      | 16      | 17      | Pos | Punten |
| ---- | ---------------------- | ------- | ------- | -------- | -------- | ------- | ------- | ------- | ------- | ------- | ------- | ------- | ------- | ------- | ------- | ------- | ------- | ------- | --- | ------ |
| 1984 | Bettenhausen           | LBH     | PHX1    | INDY     | MIL      | POR     | MEA     | CLE     | MIS1    | ROA 8   | POC     | MDO     | SAN     | MIS2    | PHX2    | LS      | LVG     |         | 32  | 5      |
| 1985 | Bettenhausen           | LBH Ret | INDY 7  | MIL 17   | POR Ret  | MEA 10  | CLE 5   | MIS1    | ROA 6   | POC     | MDO     | SAN Ret | MIS2 15 | LAG Ret | PHO Ret | MIA 7   |         |         | 18  | 33     |
| 1986 | Bettenhausen           | PHX 6   | LBH Ret | INDY Ret | MIL 9    | POR     | MEA Ret | CLE Ret | TOR 6   | MIS Rer | POC Ret | MDO Ret | SAN     | MIS 13  | ROA 7   | LAG 10  | PHO Ret | MIA Ret | 17  | 29     |
| 1987 | Hemelgarn              | LBH 14  | PHX 3   | INDY Ret | MIL 4    | POR Ret | MEA 6   | CLE Ret | TOR 7   | MIS 5   | POC 4   | ROA 4   | MDO 11  | NAZ 4   | LAG 6   | MIA 11  |         |         | 7   | 98     |
| 1988 | Dick Simon Racing      | PHX 9   | LBH 10  | INDY 10  | MIL Ret  | POR 2   | CLE Ret | TOR Ret | MEA Ret | MIS Ret | POC Ret | MDO Ret | ROA Ret | NAZ 9   | LS Ret  | MIA Ret |         |         | 14  | 31     |
| 1989 | Dick Simon Racing      | PHX Ret | LBH 7   | INDY Ret | MIL Ret  | DET 6   | POR 3   | CLE 9   | MEA 7   | TOR Ret | MIS 6   | POC Ret | MDO 8   | ROA 4   | NAZ 13  | LS 9    |         |         | 10  | 75     |
| 1990 | Shierson Racing        | PHX 9   | LBH 7   | INDY 1   | MIL Ret  | DET 5   | POR 6   | CLE 6   | MEA 4   | TOR 5   | MIS Ret | DEN 13  | VAN Ret | MDO Ret | ROA 6   | NAZ Ret | LS 9    |         | 8   | 90     |
| 1991 | Granatelli Racing Team | SRF 9   | LBH 5   | PHX 1    | INDY 3   | MIL Ret | DET 3   | POR 7   | CLE 5   | MEA Ret | TOR Ret | MIS 2   | DEN Ret | VAN Ret | MDO 9   | ROA 5   | NAZ 1   | LS 8    | 6   | 134    |
| 1992 | Chip Ganassi Racing    | SRF     | PHX     | LBH      | INDY Ret | DET     | POR     | MIL     | NHA     | TOR     | MIS Ret | CLE     | ROA     | VAN     | MDO     | NAZ     | LS      |         | 41  | 0      |
| 1993 | Chip Ganassi Racing    | SRF 5   | PHX 6   | LBH 11   | INDY 2   | MIL Ret | DET Ret | POR 10  | CLE 10  | TOR Ret | MIS 3   | NHA Ret | ROA 9   | VAN Ret | MDO 5   | NAZ 8   | LS 3    |         | 8   | 90     |
| 1994 | Indy Regency Racing    | SRF Ret | PHX Ret | LBH 11   | INDY Ret | MIL 21  | DET 19  | POR 14  | CLE Ret | TOR Ret | MIC 2   | MDO 13  | NHA Ret | VAN 6   | ROA Ret | NAZ Ret | LS 6    |         | 17  | 34     |
| 1995 | Team Menard            | MIA     | SRF     | PHX Ret  | LBH      | NAZ     | INDY 7  | MIL     | DET     | POR     | ROA     | TOR     | CLE     | MIS     | MDO     | NHA     | VAN     | LS      | 26  | 6      |
| 1997 | Target Chip Ganassi    | MIA     | SRF     | LBH      | NZR      | RIO     | STL     | MIL     | DET     | POR     | CLE     | TOR     | MIS     | MDO     | ROA     | VAN     | LS      | FON Ret | 34  | 0      |

#### IndyCar Series
(Races in bold geven pole position aan)
| Jaar    | Team          | 1       | 2        | 3        | 4         | 5       | 6       | 7       | 8       | 9      | 10       | 11     | 12  | 13   | 14  | 15   | 16   | Pos | Punten |
| ------- | ------------- | ------- | -------- | -------- | --------- | ------- | ------- | ------- | ------- | ------ | -------- | ------ | --- | ---- | --- | ---- | ---- | --- | ------ |
| 1996    | Byrd/Treadway | WDW Ret | PHX 1    | INDY Ret |           |         |         |         |         |        |          |        |     |      |     |      |      | 7   | 75     |
| 1996-97 | Treadway      | NWH1 13 | LSV1 Ret | WDW Ret  | PHX Ret   | INDY 1  | TXS 1   | PPI Ret | CHR Ret | NWH2 3 | LSV2 Ret |        |     |      |     |      |      | 6   | 223    |
| 1998    | Treadway      | WDW 8   | PHX Ret  | INDY Ret | TXS1 13   | NWH 5   | DOV Ret | CHR 4   | PPI Ret | ATL 8  | TXS2 Ret | LSV 1  |     |      |     |      |      | 8   | 227    |
| 1999    | Treadway      | WDW     | PHX      | INDY Ret | TXS1      | PPI1    | ATL     | DOV     | PP2     | LSV    | TXS2     |        |     |      |     |      |      | 41  | 11     |
| 2001    | Treadway      | PHX     | HMS      | ATL      | INDY 13   | TXS1    | PPI     | RIR     | KAN     | NSH    | KTY      | STL    | CHI | TXS2 |     |      |      | 41  | 17     |
| 2002    | Treadway      | PHX     | HMS      | CAL      | NZR       | INDY 14 | TXS1    | PPI     | RIR     | KAN    | NSH      | MIS 16 | KTY | STL  | CHI | TXS2 |      | 37  | 30     |
| 2003    | Mo Nunn       | HMS     | PHX      | MOT      | INDY Wth1 | TXS1    | PPIR    | RIR     | KAN     | NSH    | MIS      | STL    | KTY | NZR  | CHI | FON  | TXS2 | N/C | 0      |

1 Luyendyk stond op de lijst om mee te doen en deed ook mee in de trainingssessie, maar tijdens deze trainingssessie crashte Luyendyk en hield hier zodanig verwondingen aan over, Alex Barron verving hem.
| Jaar | Teams | Races | Poles | Overwinningen | Podiums (geen-overwinning) | Top 10 (geen-podium) | Indianapolis 500 Overwinningen | Kampioenschappen |
| ---- | ----- | ----- | ----- | ------------- | -------------------------- | -------------------- | ------------------------------ | ---------------- |
| 6    | 1     | 28    | 4     | 4             | 1                          | 4                    | 1 (1997)                       | 0                |

#### Indy 500 resultaten
| Jaar | Chassis | Motor               | Start                    | Finish                   | Team         |
| ---- | ------- | ------------------- | ------------------------ | ------------------------ | ------------ |
| 1985 | Lola    | Cosworth            | 20                       | 7                        | Bettenhausen |
| 1986 | Lola    | Cosworth            | 19                       | 15                       | Bettenhausen |
| 1987 | March   | Cosworth            | 7                        | 18                       | Hemelgarn    |
| 1988 | Lola    | Cosworth            | 6                        | 10                       | Simon        |
| 1989 | Lola    | Cosworth            | 15                       | 21                       | Simon        |
| 1990 | Lola    | Chevrolet           | 3                        | 1                        | Shierson     |
| 1991 | Lola    | Chevrolet           | 14                       | 3                        | Granatelli   |
| 1992 | Lola    | Ford-Cosworth       | 4                        | 15                       | Ganassi      |
| 1993 | Lola    | Ford-Cosworth       | 1                        | 2                        | Ganassi      |
| 1994 | Lola    | Ilmor               | 8                        | 18                       | Regency      |
| 1995 | Lola    | Menard-Buick        | 2                        | 7                        | Team Menard  |
| 1996 | Reynard | Ford-Cosworth       | 20                       | 16                       | Treadway     |
| 1997 | G-Force | Comptech Oldsmobile | 1                        | 1                        | Treadway     |
| 1998 | G-Force | Comptech Oldsmobile | 28                       | 20                       | Treadway     |
| 1999 | G-Force | Comptech Oldsmobile | 1                        | 22                       | Treadway     |
| 2001 | G-Force | Comptech Oldsmobile | 6                        | 13                       | Treadway     |
| 2002 | G-Force | Chevrolet           | 24                       | 14                       | Treadway     |
| 2003 | G-Force | Toyota              | gereden door Alex Barron | gereden door Alex Barron | Mo Nunn      |